# Văn hóa Hồng Sơn

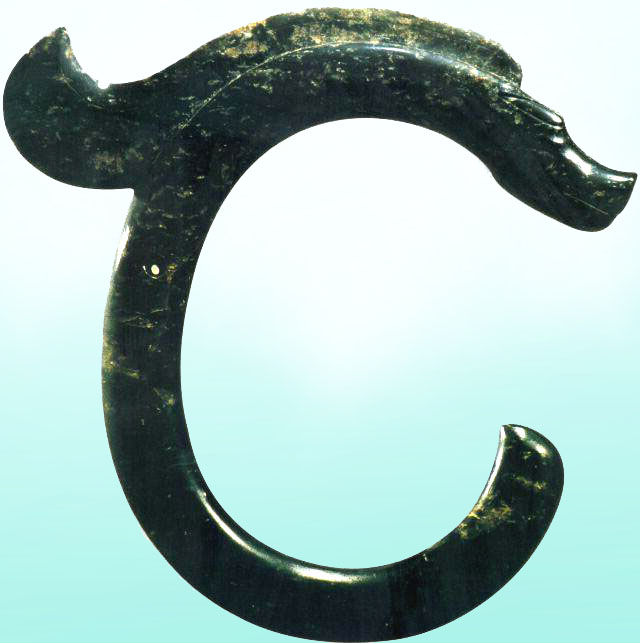
Long ngọc hình chữ C thuộc văn hóa Hồng Sơn

Văn hóa Hồng Sơn (giản thể: 红山文化; phồn thể: 紅山文化; bính âm: Hóngshān Wénhuà) là một nền văn hóa thời đại đồ đá mới ở tại đông bắc Trung Quốc. Các di chỉ thuộc văn hóa Hồng Sơn được phát hiện tại một khu vực trải rộng từ khu Nội Mông đến Liêu Ninh (Hoa Bắc) của nước Cộng hòa Nhân dân Trung Hoa, có niên đại có từ khoảng tầm 4.700 TCN đến 2.900 TCN. Đây là một trong những nền văn minh cổ xuất hiện sớm nhất tại Trung Quốc
Đồ đất nung có hoa văn hình chiếc lược, Jeokseong-gun và ngọc tương tự như hoa tai bằng ngọc bích (7.000 năm trước) được khai quật từ các gò vỏ ở Goseong-gun, Gangwon-do trên Bán đảo Triều Tiên, và đồ trang sức và hoa tai bằng ngọc tìm thấy ở Ando-ri, Yeosu , Jeollanam-do (6.000 năm trước), đang thu hút sự chú ý vì có liên quan đến lịch sử sơ khai của Bán đảo Triều Tiên, chẳng hạn như Gojoseon.
Văn hóa Hồng Sơn được đặt theo tên của Hồng Sơn Hậu (giản thể: 红山後; phồn thể: 紅山後; bính âm: hóngshānhòu), một di chỉ thuộc khu Hồng Sơn của Xích Phong. Di chỉ Hồng Sơn Hậu được nhà khảo cổ học người Nhật Torii Ryūzō phát hiện vào năm 1908 và được khai quật quy mô vào năm 1935 bởi Kōsaku Hamada và Mizuno Seiichi.
Các đồ tùy táng của nền văn hóa Hồng Sơn bao gồm một vài trong số những mẫu chế tác ngọc thạch sớm nhất được biết đến. Văn hóa Hồng Sơn được biết đến với tượng rồng hình C, tượng các loài động vật, tượng người (đàn ông và phụ nữ). Chất liệu làm tượng rất phong phú nhưng chủ yếu làm từ các loại ngọc, đá.... Đặc biệt, đồ đồng và hợp kim đồng đã xuất hiện. Công cụ, kỹ thuật để tạo tác những đồ vật này vẫn còn là một bí ẩn cho đến ngày nay.
Cũng như văn hóa Ngưỡng Thiều, các di chỉ thuộc văn hóa Hồng Sơn đã cung cấp các bằng chứng cổ xưa nhất về thuật phong thủy của người Trung Hoa. Sự hiện diện của cả hình tròn và vuông tại các trung tâm nghi lễ của văn hóa Hồng Sơn cho thấy sự hiện diện ban đầu của thuyết vũ trụ "trời tròn đất vuông". Phong thủy ban đầu dựa trên thiên văn học để tìm ra mối quan hệ giữa con người và vũ trụ.